# 卷舌清鼻音
卷舌清鼻音（英語：Voiceless retroflex nasal）是一种十分罕见的辅音，仅见于少数语言中。该音在国际音标中以符号 ɳ̊ 或 ɳ̥ 表示，该符号由表示卷舌鼻音的 ɳ 与表示清音的符号 ◌̥ 组成。
新喀里多尼亞的Iaai语中有此音。

## 特徵
- 調音方法是閉塞，也就是說通過阻礙空氣在聲腔流動來調音。由於這個輔音也同時是個鼻音，因此被阻塞的氣流會從鼻逸出。

- 調音部位是捲舌，以舌尖和上顎前部接觸以形成對氣流的阻礙而調音。

- 發聲類型是清音，意味着發音時聲帶並不顫動。
- 本輔音是鼻音，調音時空氣會從鼻逸出。

- 本輔音為中央輔音，調音時氣流在口腔的中央流過舌面，而不從兩側流過。
- 氣流機制是肺部氣流，即由肺與橫膈膜驱动空气。